# 谢尔盖·爱德华多维奇·普里霍季科
谢尔盖·爱德华多维奇·普里霍季科（俄语：Сергей Эдуардович Приходько，1957年1月12日—2021年1月26日），俄罗斯政治人物、外交官，曾任俄罗斯联邦政府副总理、政府办公厅主任。

## 生平
1957年生于莫斯科。1980年毕业于莫斯科国立国际关系学院。1980年至1985年，在苏联驻捷克斯洛伐克大使馆担任工作人员。1985年至1987年，在苏联外交部第四欧洲司、欧洲社会主义国家办公室工作。1987年至1992年，历任苏联驻捷克斯洛伐克大使馆三等秘书、二等秘书。1992年至1993年，担任俄罗斯联邦驻捷克和斯洛伐克联邦共和国大使馆一等秘书。1993年至1997年，在俄罗斯联邦外交部欧洲事务司工作，曾任第二欧洲司副司长。1997年调至俄罗斯联邦总统办公厅工作，担任总统叶利钦的国际事务助理。1998年9月，担任俄罗斯联邦总统办公厅副主任。1999年2月，担任俄罗斯联邦总统办公厅副主任兼外交政策局局长。2004年3月至2008年5月，担任俄罗斯联邦总统普京的助理。2008年5月至2012年5月，担任总统梅德韦杰夫的助理，主要负责外交政策和国际关系事务。2006年，参加第32届八国集团首脑会议的筹备工作。2007年12月，担任2012年俄羅斯APEC峰會组委会主席。
2012年5月至2013年5月，担任俄罗斯联邦政府办公厅第一副主任。2013年5月至2018年5月，担任俄罗斯联邦副总理、政府办公厅主任。2014年11月，任圣彼得堡国际经济论坛组委会主席。2018年5月，接替马克西姆·阿基莫夫担任俄罗斯联邦政府办公厅第一副主任。2020年1月，开始担任总理米哈伊尔·米舒斯京的助理。2021年1月26日在莫斯科逝世，享年64岁。他生前曾患有肌萎缩性脊髓侧索硬化症。